# Brunsberg und Kerbtal am Brunsberg
Koordinaten: 51° 43′ 26″ N, 7° 59′ 9″ O
Das Naturschutzgebiet  Brunsberg und Kerbtal am Brunsberg liegt auf dem Gebiet der Stadt Beckum im Kreis Warendorf in Nordrhein-Westfalen.
Das rund 52,6 ha große Gebiet, das im Jahr 1956 unter der Schlüsselnummer WAF-020 unter Naturschutz gestellt wurde, erstreckt sich südwestlich der Kernstadt Beckum. Unweit westlich des Gebietes verläuft die A 2 und östlich Landesstraße L 822. Südlich schließt sich das 6,5 ha große, im Kreis Soest gelegene Naturschutzgebiet Kerbtal am Brunskamp an, nordöstlich erstreckt sich das rund 55,7 ha große Naturschutzgebiet Paterholz. Im Gebiet erhebt sich der 126 Meter hohe Brunsberg, östlich fließt der Käsefelder Bach.